# Louis Kane-Berman
Louis Kane-Berman (né en 1905 à Bulawayo en Rhodésie du Sud et mort le 9 juillet 1998 à Arnot près de Middelburg, Mpumalanga en Afrique du Sud) était un avocat un homme politique sud-africain, cofondateur et président du Torch commando et cofondateur du Parti libéral dans les années 1950.

## Biographie
Fils de Myer Berman (1877-1957) et de Esther Kane (1882-1943), Louis Kane-Berman participa à la Seconde Guerre mondiale dans les rangs de l'armée sud-africaine, combattant à El Alamein puis plus tard en Italie.
Durant les années 1950, il préside le Commando de la flamme, un mouvement formé par d'anciens militaires blancs pour combattre le projet du gouvernement Malan de retirer les électeurs de couleur des listes électorales communes de la province du Cap et leur faire élire séparément quatre députés élus sur des listes distinctes.
Cofondateur du parti libéral en 1953, il participe à la création de la National War Memorial Health Foundation et à la création de la fondation du Général Smuts.

## Sources
- (af) Nécrologie du journal Beeld